# Chrysotus vockerothi
Chrysotus vockerothi är en tvåvingeart som beskrevs av Marc Pollet 2004. Chrysotus vockerothi ingår i släktet Chrysotus och familjen styltflugor. Inga underarter finns listade i Catalogue of Life.